# پودوچالیک
پودوچالیک (به لاتین: Podchalyk) یک منطقهٔ مسکونی در روسیه است که در استان آستراخان واقع شده‌است.